# Гетьманец, Виталий Иванович
Виталий Иванович Гетьманец (род. 17 сентября 1940, Кировоград) — украинский советский деятель, формовщик, бригадир формовщиков литейного цеха Кировоградского завода сельскохозяйственных машин «Красная Звезда». Депутат Верховного Совета СССР 9-10-го созывов.

## Биография
Родился в семье военнослужащего. Образование среднее. В 1958 году окончил среднюю школу города Кировограда.
В 1958—1959 годах — арматурщик строительного управления треста «Красногвардейскуголь» Сталинской области на строительстве шахт Донбасса.
В 1959—1962 годах — служба в Советской армии.
Член КПСС с 1963 года.
В 1963—1964 годах — Обрубщик, формовщик, с 1964 года — бригадир формовщиков литейного цеха Кировоградского завода сельскохозяйственных машин «Красная Звезда» Кировоградской области. Новатор производства, ударник коммунистического труда. Был слушателем школы основ марксизма-ленинизма в Кировограде.
Автор книги «Бригада формирует чугун».
Потом — на пенсии в городе Кировограде.

## Награды
- орден Ленина
- орден Трудового Красного Знамени
- медаль «За доблестный труд. В ознаменование 100-летия со дня рождения Владимира Ильича Ленина»
- медали